# Rytidosperma pulchrum
Rytidosperma pulchrum là một loài thực vật có hoa trong họ Hòa thảo. Loài này được (Zotov) Connor & Edgar miêu tả khoa học đầu tiên năm 1979.